# KmPlot
KmPlot è un'applicazione libera per lo studio di funzioni matematiche per KDE.
KmPlot permette di tracciare i grafici tre tipi di funzioni:
- funzioni in senso stretto (ad esempio {\displaystyle f(x)=x^{2}-2}), anche in forma parametrica (come {\displaystyle f(x)=\sin ax-1/3}) fino ad un massimo di quattro parametri. Per ogni funzione di questo tipo è possibile tracciare il grafico anche delle derivate prime e seconde e della funzione integrale.
- grafici parametrici (come xcerchio(t) = sen(t); ycerchio(t) = cos(t) ) in cui i valori sia di x sia di y dipendono da un parametro generico (di solito indicato come t)

Per tutti i tipi di grafici è possibile regolare l'intervallo di appartenenza dei valori della variabile della funzione (x per le funzioni, t per i grafici parametrici).